# Imperium akadyjskie

Mapa. Imperium akadyjskie oznaczono kolorem brązowym, żółte strzałki wskazują kierunki w których poprowadzono kampanie wojenne

Imperium akadyjskie (akad. 𒆳𒌵𒆠 māt Akkadi, sum. 𒀀𒂵𒉈𒆠 a-ga-de3KI) – semickie państwo założone przez Sargona Wielkiego, istniejące w latach panowania dynastii akadyjskiej: 2334–2193 p.n.e., na terenie środkowej Mezopotamii, którego stolicą było miasto Akad (Agade). W czasach największego rozkwitu zasięg imperium akadyjskiego wykraczał poza tereny Mezopotamii, obejmując cały jej obszar oraz tereny przyległe.

## Zasięg
Założyciel państwa akadyjskiego I dynastii Sargon Wielki (akadyjski), uważany powszechnie za twórcę pierwszego imperium w dziejach świata, w stosunkowo krótkim czasie podporządkował sobie południową i środkową Mezopotamię (Sumer i Akad), a następnie swoje panowanie rozciągnął znacznie dalej. Całkowity zasięg terytorialny imperium akadyjskiego jest trudny do ustalenia – na pewno w jego ramach znajdowała się większość Mezopotamii. Nie jest natomiast jasne czy takie obszary jak wschodnie wybrzeże Morza Śródziemnego, Anatolia, a nawet Cypr, zostały włączone do imperium akadyjskiego przez Sargona.
Niektórzy badacze uważają, że część podbojów zrealizowali jego następcy – zwłaszcza Naram-Sin. Utrata pozycji mocarstwowej imperium akadyjskiego nastąpiła najprawdopodobniej za rządów syna Naramsina – Szarkaliszarriego, m.in. w wyniku najazdów Elamitów i Gutejów (którzy dali się we znaki już za czasów Naram-Sina), a także przez liczne powstania miast-państw na terenie Sumeru.

## Dzieje państwa i dynastii

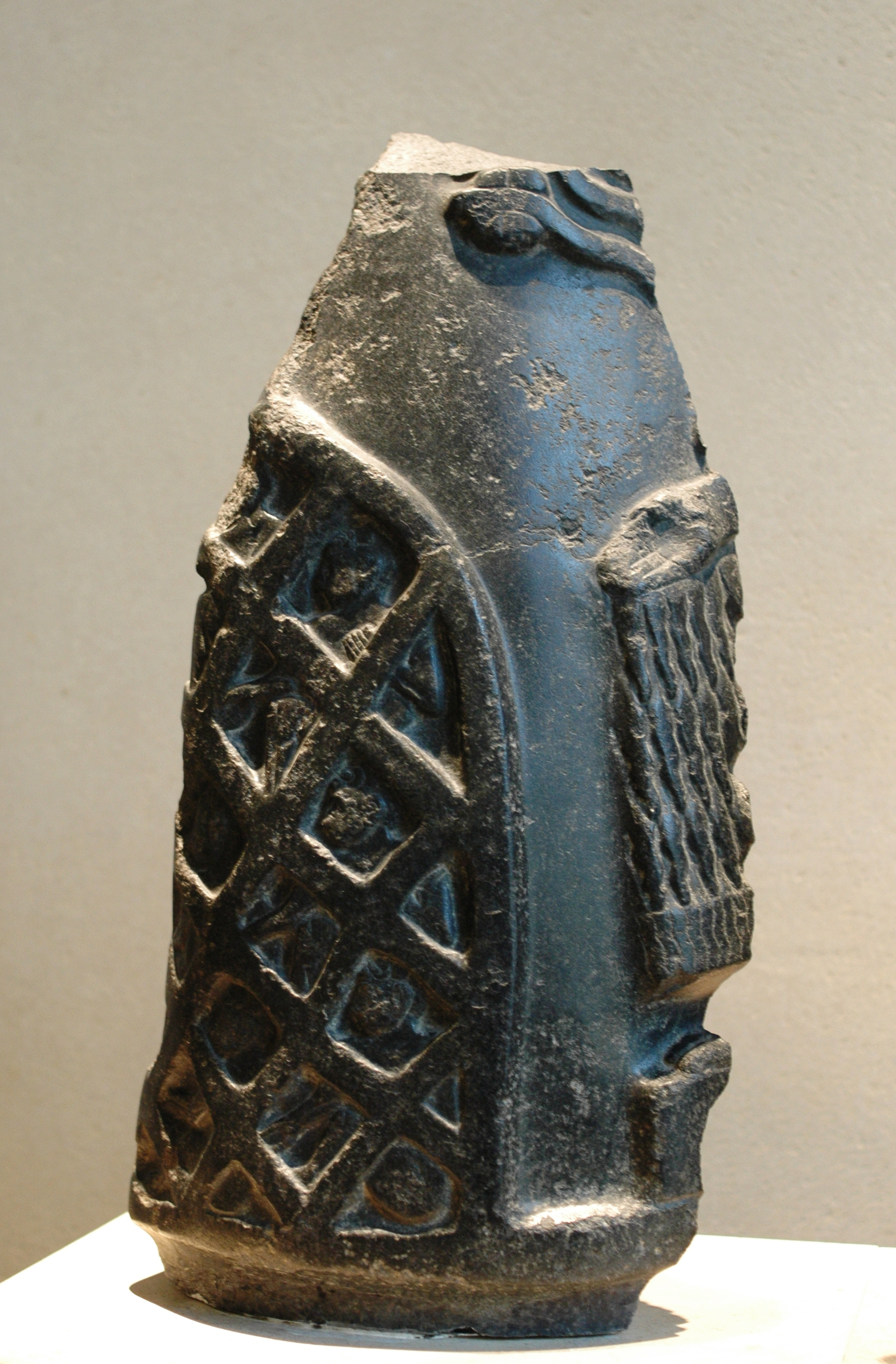
Akadyjska stela zwycięstwa z diorytu, ok. 2300 r. p.n.e. – muzeum w Luwrze

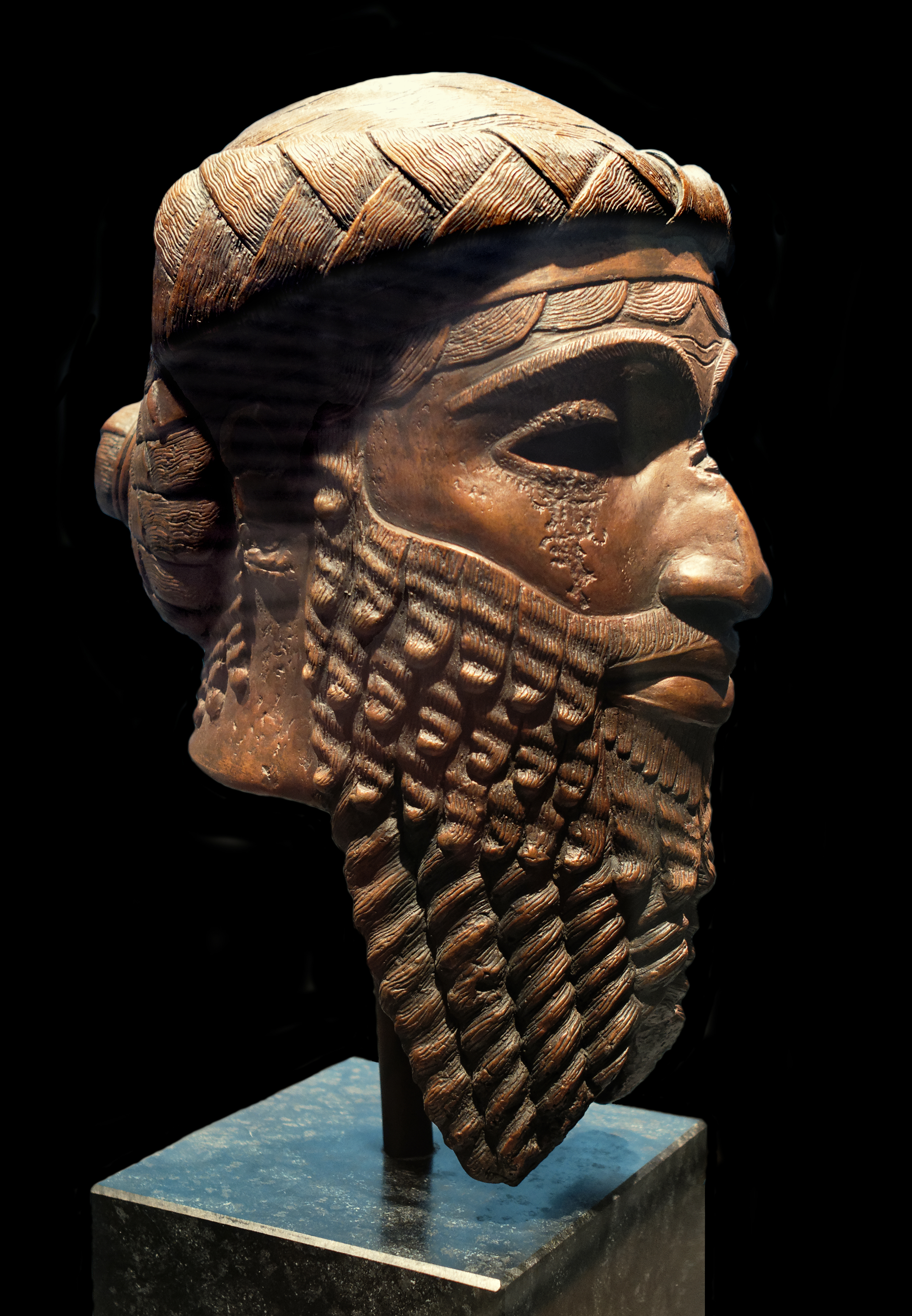
Brązowa głowa akadyjskiego władcy, prawdopodobnie Sargona lub jego wnuka – Naram-Sina

Sargon i jego następcy władzę nad państwem sprawowali z miasta Akad. Pozostałymi obszarami swego imperium władcy akadyjscy rządzili przy pomocy lokalnych dynastii kontrolowanych przez namiestników królewskich mających do dyspozycji wojsko. Pomimo tych środków, jak również wzrostu pozycji króla w państwie, nie obyło się za czasów następców Sargona bez buntów poszczególnych regionów imperium.
Już po śmierci Sargona doszło do groźnych rebelii w miastach sumeryjskich, a także Elamitów. Tym problemom musiał stawić czoło następca Sargona – Rimusz – któremu w końcu udało się opanować sytuację, jednakże po dziewięcioletnim okresie panowania (2278–2270 p.n.e.) zginął w wyniku zamachu.
Kolejny władca – Manisztusu (2269–2255 p.n.e.) – musiał stawić czoło kwestii elamickiej, którą rozwiązał pomyślnie dla Akadu. Z czasów panowania tego władcy pochodzą liczne ślady panowania akadyjskiego w Mezopotamii, zarówno w jej północnej części – Asyrii – jak również poza samą Mezopotamią na południe od Zatoki Perskiej. Świadczą o tym liczne inskrypcje i obeliski.
Kolejnym władcą akadyjskim był Naram-Sin (2254–2218 p.n.e.) – obok Sargona Wielkiego najwybitniejszy przedstawiciel dynastii. Za jego panowania imperium akadyjskie osiągnęło apogeum znaczenia na Bliskim Wschodzie. Naram-Sin odznaczył się przede wszystkim sukcesami militarnymi, przynajmniej o tych najwięcej wiemy. Na północy państwa zmagał się z Hurytami i Amorytami, a na wschodzie musiał stawić czoło najpoważniejszemu zagrożeniu za czasów jego panowania – inwazji górskich Lulubejów, co upamiętnione jest m.in. na przetrwałej do naszych czasów słynnej steli (Stela Naram-Sina). Naram-Sin w swoich zbrojnych pochodach zajął również Eblę i Mari.
Stosunkowo długie panowanie Naram-Sina odznaczało się wzrostem potęgi politycznej i militarnej na zewnątrz, jednakże już wtedy pojawiły się pierwsze symptomy przyszłych trudności państwa na arenie międzynarodowej. Następca Naram-Sina – Szar-kali-szarri stanął w obliczu poważnego kryzysu związanego z zagrożeniem zewnętrznym imperium. Znamiennym jest fakt, że używał już tylko tytułu „króla Akadu” w przeciwieństwie do poprzednika – „króla czterech stron świata”. Szar-kali-szarri toczył zmagania o istnienie państwa z niemal tymi samymi przeciwnikami, co Naram-Sin: Lulubejami, Gutejami, Amorytami, a także z buntującymi się miastami sumeryjskimi (m.in. Uruk). Władca ten, pomimo że nie dopuścił do ostatecznego upadku państwa, nie był w stanie jednakże utrzymać jego imperialnej wielkości – Akad był już tylko cieniem dawnej potęgi.
Po śmierci Szar-kali-szarri nastąpiło kilka lat chaosu, jeszcze bardziej pogrążającego dawne imperium. W końcu, gdy do władzy doszli ostatni królowie, spadkobiercy Sargona Wielkiego – Dudu i Szu-durul – państwo akadyjskie ograniczone było w zasadzie tylko do stołecznego Akadu wraz z przyległościami. Rządy tych dwóch ostatnich władców Akadu to czasy względnej stabilizacji państwa, które było już tylko marginalnym ośrodkiem politycznym w regionie. Ostateczny kres istnieniu Akadowi położyli Gutejowie, którzy zdominowali całą południową Mezopotamię na ponad wiek.